# Terranovaïta
La terranovaïta és un mineral de la classe dels silicats, que pertany al grup de les zeolites. Rep el seu nom de la l'estació antàrtica italiana situada a la badia de Terra Nova, a l'Antàrtida.

## Característiques
La terranovaïta és una zeolita de fórmula química (Na,Ca)₈(Si68Al₁₂)O160·29H₂O. Va ser aprovada com a espècie vàlida per l'Associació Mineralògica Internacional l'any 1995. Cristal·litza en el sistema ortoròmbic.
Segons la classificació de Nickel-Strunz, la terranovaïta pertany a «09.GF - Tectosilicats amb H₂O zeolítica; altres zeolites rares» juntament amb els següents minerals: gottardiïta, lovdarita, gaultita, chiavennita, tschernichita, mutinaïta, tschörtnerita, thornasita i direnzoïta.

## Formació i jaciments
Va ser descoberta al Mont Adamson, a la Terra de Victòria, a l'Antàrtida, l'únic indret on ha estat trobada aquesta espècie mineral.